# Fehér (comitat)
Pour les articles homonymes, voir Feher.
Fehér (hongrois : Fehér ou Fehér vármegye ; latin : Comitatus Albae Iuliensis ; roumain : Comitatul Alba) est un ancien comitat de la principauté de Transylvanie et du royaume de Hongrie, créé en 1003 peu après la fondation de l'État hongrois. Il disparaît au XVIIIe siècle.

## Localisation
Le comitat d'Albe comprenait à l'ouest un territoire de 3 646 km2 dans la partie est des monts Apuseni (Monts Trăscău) : l'Albe-Inférieure (en hongrois Alsó-Fehér, en roumain Alba-de-jos) et à l'est une douzaine d'enclaves éparses dans les territoires des Saxons et des Sicules : l'Albe-Supérieure (en hongrois Felső-Fehér ou  Nagy-Küküllő après 1867, en roumain Alba-de-sus ou Târnava Mare après 1867).

## Histoire
Apparu en 1003, le comitat d'Albe, en hongrois Fehér, en roumain Alba disparaît en 1711 lors de l'établissement des nouveaux Bezirke par l'empereur Charles III d'Autriche : sa partie inférieure est transformée en bezirk de Karlsburg. Après le Compromis austro-hongrois de 1867 qui supprime la principauté de Transylvanie, le comitat d'Albe-Inférieure est rétabli dans le cadre de la couronne hongroise, tandis que la plupart des enclaves de l'Albe-Supérieure sont intégrées dans le nouveau comitat de Nagy-Küküllő.